# 聖詹姆斯 (伊利諾伊州)
聖詹姆斯（英語：Saint James）是位於美國伊利諾伊州費耶特縣的一個非建制地區。該地的面積和人口皆未知。

## 地理
聖詹姆斯的座標為38°57′16″N 88°51′04″W / 38.95444°N 88.85111°W，而該地的平均海拔高度為184米（即604英尺）。